# Maria Chiara Spinucci
Hraběnka Maria Chiara Spinucci (26. srpna 1741 Fermo – 23. listopadu 1792 Porto San Giorgio) byla italská šlechtična, dvorní dáma Marie Antonie Bavorské a morganatická manželka Františka Xavera Saského.

## Život
Narodila se ve městě Fermo na pobřeží Jaderského moře do rodiny hraběte Giuseppeho Spinucciho (1707–1783) a jeho ženy Beatrice Vecchi-Buratti (1718–1803). Jedním z jejích sourozenců byl pozdější kardinál Domenico Spinucci.
V Drážďanech se 9. března 1765 provdala za Františka Xavera Saského (1730–1806), syna polského krále a saského kurfiřta Augusta III. a jeho manželky Marie Josefy Habsburské. Svazek se jim dařilo tajit až do roku 1777, kdy bylo manželství oficiálně oznámeno a legitimizováno.
Od roku 1769 rodina žila ve Francii, kde v minulosti pobývala i Františkova mladší sestra Marie Josefa, která zemřela o dva roky dříve na souchotiny. Ve Francii strávili téměř dve desetiletí, než se rozhodli vrátit se na území Itálie těsně před vypuknutím Velké francouzské revoluce v roce 1789. Hraběnka zemřela 23. listopadu 1792 ve věku jednapadesáti let v přístavu Porto San Giorgio. Je pohřbena v kryptě katedrály Nanebevzetí Panny Marie v rodném městě Fermo.
Po její smrti se František Xaver již znovu neoženil, vrátil se zpátky do Saska a pobýval v paláci Zabeltitz, který je dnes součástí města Großenhain. Zemřel v rodných Drážďanech 21. června 1806 ve věku pětasedmdesáti let.

## Potomci
Všem potomkům náležel titul hrabě/hraběnka z Lužice.
- 1. Ludvík Ruprecht (27. 3. 1766 Drážďany – 22. 8. 1782 Pont-sur-Seine)[1]
- 2. Klára Marie (27. 3. 1766 Drážďany – 18. 11. 1766 tamtéž)[2]
- 3. Josef Xaver (23. 8. 1767 Drážďany – 25. 6. 1802 Osek), osobní strážce carevny Kateřiny Veliké, zabit v duelu ruským důstojníkem Ščerbatovem,[3] svobodný a bezdětný
- 4. Alžběta Uršula (22. 10. 1768 Drážďany – 3. 5. 1844 tamtéž), manž. 1787 Henri de Preissac, vévoda d'Esclignac (14. 9. 1763 Toulouse – 2. 9. 1837 Paříž)[4]
- 5. Marie Anna (20. 10. 1770 Siena – 24. 12. 1845 Řím), manž. 1793 Paluzzo Altieri, V. kníže di Oriolo (31. 7. 1760 Řím – 10. 1. 1834 tamtéž)[5]
- 6. Beatrix Marie (1. 2. 1772 Chaumot – 6. 2. 1806 Drážďany), manž. 1794 Raffaele Riario-Sforza, 7. markýz di Corleto (25. 4. 1767 Cava de' Tirren – 24. 12. 1797 Drážďany)[6]
- 7. Kunhuta Anna (18. 3. 1774 Chaumot – 18. 10. 1828 Řím), manž. 1796 Giovanni Patrizi Chigi Naro Montoro, markýz di Mompeo (28. 7. 1775 Řím – 8. 1. 1818 tamtéž)[7]
- 8. Marie Kristýna (30. 12. 1775 Pont-sur-Seine – 20. 8. 1837 Řím)manž. 1796 Massimiliano Massimo, kníže di Arsoli (21. 4. 1770 Řím – 7. 5. 1840 Civitavecchia)
- 9. mrtvě narozený syn (*/† 22. 12. 1777 Pont-sur-Seine)[8]
- 10. Cecílie Marie (17. 12. 1779 Pont-sur-Seine –24. 6. 1781 tamtéž)[9]